# Brasão de Maldonado (departamento)
A Brasão de Maldonado é um dos símbolos oficiais do Departamento de Maldonado, uma subdivisão do Uruguai. O brasão de Maldonado existe desde 1778, décadas antes do Uruguai tornar-se independente. A decisão da criação foi tomada pelo capitão geral espanhol da área. na primeira versão havia um bagre, que foi substituído pela baleia em 1803. Em 29 de agosto do mesmo ano as armas foram oficialmente adotadas por Carlos IV de Espanha. Desde então o brasão não foi alterado.

## Descrição
O Brasão do departamento, que consiste de um escudo sob uma coroa. O escudo está dividido em duas partes, a superior mostra o céu claro e inferior o mar no qual há uma baleia esguichando água e uma âncora.

## Simbolismo
A âncora simboliza o porto de Maldonado. A baleia representa um importante produto de pesca na época da criação do brasão.